# نووی براچین
نووی براچین (به صربی: Novi Bračin) یک منطقهٔ مسکونی در صربستان است که در ناحیه نیشاوا واقع شده‌است. نووی براچین ۵۶۸ نفر جمعیت دارد.